# Camaïeu (gravure)
Pour les articles homonymes, voir Camaïeu.
Le camaïeu est un procédé particulier à la gravure sur bois et à la lithographie.

## Technique
Plusieurs planches sont gravées et se superposent à l'impression, aussi bien pour la gravure sur bois et en taille-douce  que pour la lithographie.

## Historique
« Il fut à l'origine réalisé avec deux seules planches, l'une pour le trait, l'autre pour la teinte, nommée “rentrée”, ce qui, avec les réserves en blanc, donnait trois tons. »
Parmi les artistes ayant utilisé cette technique, on trouve Cranach, Hans Baldung et Hugo de Carpi, lequel travaillait avec quatre et cinq planches.
En lithographie, ce sont Godefroy Engelmann et ses élèves qui, à partir de 1818, exploitèrent le procédé.